# Lagerstroemia indica
Lagerstroemia indica (L., 1759), comunemente nota come mirto crespo, è una pianta appartenente alla famiglia delle Lytraceae, originaria del sud-est asiatico. 
È un piccolo albero, o arbusto, deciduo originario della Cina sudorientale, ma risulta presente allo stato spontaneo anche a Giava, nel Laos, in Thailandia, nel Vietnam, in Cambogia e nelle isole Andamane. È stato introdotto in molte altre parti del mondo.
È pianta visitata dalle api per il polline ed il nettare.